# Mars 1760
Cette page présente les faits marquants du mois de mars 1760.

## Événements
- 24 mars : Traité de Turin

## Naissances
- 1er mars
  - François Buzot (mort le 18 juin 1794), personnalité politique française
  - Niklaus Friedrich von Mülinen (mort le 15 janvier 1833), homme politique suisse
- 2 mars
  - Camille Desmoulins (mort le 5 avril 1794), personnalité politique française
  - Christina Charlotta Cederström (morte le 22 février 1832), artiste suédoise
- 5 mars
  - Édouard François Mathieu Molé (mort le 20 avril 1794), magistrat français
  - Jean, Bernard, Marie Figarol (mort le 26 septembre 1834), personnalité politique française
  - Louis-Joseph Faure (mort le 12 juin 1837), homme politique français
- 6 mars
  - Amélie Zéphyrine de Salm-Kyrburg (morte le 17 octobre 1841), aristocrate allemande
  - Dora Stock (morte le 30 mai 1831), peintre allemande
  - Fabian Ducournau (mort le 5 novembre 1835), personnalité politique française
- 7 mars
  - Gilbert-Joseph-Martin Bruneteau (mort le 26 août 1830), général français de la Révolution et de l’Empire
  - Louis-Balthazar-Frédéric Prost (mort le 3 juin 1816), homme politique français
  - Matsura Seizan (mort le 15 août 1841), épéiste japonais
  - Theodorus Aaninck (mort le 13 mars 1819), homme politique néerlandais
- 9 mars : François Verly (mort le 24 août 1822), architecte néoclassique, dessinateur, aquarelliste et graveur français
- 13 mars
  - Charles-Albert Demoustier (mort le 2 mars 1801), écrivain français
  - Nicolas de Bonneville (mort le 9 novembre 1828), publiciste, fondateur avec l'abbé Claude Fauchet du Cercle social et des journaux "La Bouche de fer" et "La Chronique du jour
- 14 mars : Louis François Peyre (mort le 2 septembre 1828), personnalité politique française
- 15 mars
  - Jean-Baptiste-Christophe Grainville (mort le 13 décembre 1805), poète français
  - Nicolas Magon de La Villehuchet (mort le 10 mai 1843), noble français
- 16 mars
  - Charles Étienne Rouyer (mort le 20 juillet 1794), général de brigade de la Révolution française
  - Heinrich Meyer (mort le 14 octobre 1832), peintre suisse
  - Louis Camus (mort le 6 avril 1813), général français de la Révolution et de l’Empire
- 18 mars : Joseph Mahé (mort le 4 septembre 1831), prêtre catholique français, premier collecteur de musique bretonne
- 19 mars : Giuseppe Errante (mort le 16 février 1821), peintre italien
- 20 mars : Pierre Fureau de Villemalet (mort le 15 février 1795), général de la Révolution française
- 21 mars : Claude Sébastien Bourguignon (mort en 1829), juriste français
- 23 mars
  - François-Pierre-Ange Mauduyt (mort le 4 juillet 1835), personnalité politique française
  - Jean-Louis-Alexandre Herrenschneider (mort le 29 janvier 1843), chimiste français
  - Louis Léonard Antoine de Colli-Ricci (mort le 31 mars 1806), général italien
- 24 mars
  - Charles Compton (mort le 24 mai 1828), personnalité politique britannique
  - Giuseppe Fenaroli (mort le 26 janvier 1825), politicien italien
- 25 mars
  - Elizabeth Waldegrave (morte le 29 janvier 1816), comtesse britannique
  - Nicolas François Enlart (mort le 25 juillet 1842), personnalité politique française
- 26 mars : Joseph Nicolas Clary (mort le 6 juin 1823), personnalité politique française
- 27 mars : Auguste Vestris (mort le 5 décembre 1842), danseur français
- 28 mars
  - Georges d'Adlersparre (mort le 23 septembre 1835), officier suédois
  - Thomas Clarkson (mort le 26 septembre 1846), abolitionniste anglais anglican
- 29 mars : Auguste Rigaud (mort le 15 avril 1835), fabuliste et poète occitan
- 30 mars
  - Jean-Baptiste Poirson (mort le 12 février 1831), géographe et cartographe français
  - Timothée Becays de la Caussade (mort le 3 septembre 1852), personnalité politique française

## Décès
- 2 mars : François Bouvard (né en 1684), compositeur et chanteur
- 4 mars : Charlotte de Rohan (née le 7 octobre 1737), noble française
- 14 mars
  - Anton Fils (né le 20 septembre 1733), compositeur allemand
  - Hedwige-Louise de Hesse-Hombourg (née le 2 mars 1675), princesse allemande
- 21 mars : Elizabeth Parris (née le 28 novembre 1682), accusatrice dans les procès des sorcières de Salem
- 28 mars : Peg Woffington (née le 18 octobre 1720), actrice irlandaise